# Unsubstantial Blues
Unsubstantial Blues är en låt skriven av Magdi Rúzsa och Imre Mózsik. Magdi Rúzsa framförde den i Eurovision Song Contest 2007 i Helsingfors, där bidraget slutade på 9:e plats i finalen.
Sången är en blueslåt om en kvinna som är otrogen med sin pojkvän. Sångtexten på ungerska skrevs av Magdi Rúzsa själv, inspirerad av en "personllig upplevelse".   Den ungerskspråkiga versionen släpptes som singel från hennes debutalbum Ördögi angyal före Ungerns uttgagning till Eurovision Song Contest, och låten försågs sedan med text på engelska av Imre Mózsik. 
Kontrovers uppstod då låten valdes ut, sedan Magdi Rúzsa sjungit en vers inför publik i TV-programmet Megasztár som sändes i februari 2006. The EBU krävde att inget i en låt fick vara "kommersiellt släppt och/eller framfört för allmänheten" före 1 oktober 2006 för att få vara med i tävlingen. Till slut tilläts låten ändå delta.

## Listplaceringar
| Lista (2007)                 | Topplacering |
| ---------------------------- | ------------ |
| Sverige                      | 59           |
| Ungern (Ungerska spellistan) | 9            |

### Fotnoter
1. ↑  ”Arkiverade kopian”. Arkiverad från originalet den 20 januari 2009. https://web.archive.org/web/20090120193040/http://esctoday.com/specials/read/8343. Läst 2 februari 2009. esctoday.com
2. ↑  ”Arkiverade kopian”. Arkiverad från originalet den 2 mars 2008. https://web.archive.org/web/20080302011353/http://www.esctoday.com/news/read/8277. Läst 2 februari 2009. esctoday.com
3. ↑  ”Listplacering”. http://swedishcharts.com/showitem.asp?interpret=R%FAzsa+Magdi&titel=Unsubstantial+Blues&cat=s. Läst 5 maj 2011.
4. ↑  "Magdi Rúzsa chart positions". mahasz.hu. läst 17 maj 2007.